# داریوس میو
داریوس میو (به فرانسوی: Darius Milhaud)‏ (فرانسوی: [daʁjys mijo]) آهنگساز فرانسوی، در ۴ سپتامبر ۱۸۹۲ در مارسی (یا اکس-آن-پرووانس) به دنیا آمد و در ۲۲ ژوئن ۱۹۷۴ در ژنو درگذشت. او به همراه ژرژ اوریک، لویی دوره، آرتور اونگر، ژرمن تایفر و فرانسیس پولنک عضو گروه شش بود.

## برخی از آثار
- اپراها
- ۱۴ باله
- ۲ کنسرتو ویلنسل
- ۳ کنسرتو ویلن
- ۵ کنسرتو پیانو
- ۱۲ سمفونی
- چندین موسیقی فیلم
- آثار بسیار موسیقی مجلسی